# Molophilus macracanthus
Molophilus macracanthus là một loài ruồi trong họ Limoniidae. Chúng phân bố ở miền Cổ bắc.